# Novaci
Novaci là một thị xã thuộc hạt Gorj, România. Dân số thời điểm năm 2002 là 6113 người.